# 9329 Nikolaimedtner
9329 Nikolaimedtner (1990 EO) là một tiểu hành tinh vành đai chính được phát hiện ngày 2 tháng 3 năm 1990 bởi E. W. Elst ở Đài thiên văn Nam Âu.